# Wenn Männer schwindeln
Wenn Männer schwindeln ist ein deutsches Liebesfilmlustspiel aus dem Jahre 1950 von Carl Boese mit Grethe Weiser, Kurt Seifert und Jeanette Schultze in den Hauptrollen.

## Handlung
Der Berliner Fabrikant von Seidenstrümpfen Arthur Bamberg steht sehr unter dem Pantoffel seiner Gattin, einem Berliner Original mit sehr losem Mundwerk. Er ist daher heilfroh, wenn er von daheim fortkommen kann und sucht auf diesen „Geschäftsreisen“ gern einmal den Kontakt zu willigen jungen Damen. Im konservativ-sittsamen Zeitalter Konrad Adenauers werden jene Frauen, oftmals mittellose Künstlerinnen oder Studentinnen, die sich mit einem zumeist harmlosen Escortservice etwas dazu verdienen wollen, schamhaft „Taxigirls“ genannt. Dabei wird kaum mehr geboten, als die Begleitung gesetzter Herrn auf Reisen in Restaurants, Bars oder Theater. So ein Taxi-Girl ist auch die hübsche Angelika, die sich als Studentin in einem Nachtlokal allein stehenden Herren anbietet.
Herr Bamberg kennt sie von früheren Reisen bereits recht gut, doch diesmal muss er unbedingt Abstand zu ihr halten, denn seine ihn mit Argusaugen überwachende Gattin ist mitgereist und darf keinesfalls misstrauisch werden. Die aber hat bereits Angelika im Visier und glaubt der Beteuerung ihres Manns, dass es sich bei Angelika um die Frau von Arthurs Freund Paul handeln soll, kein Wort. Prompt ergeben sich aus dieser Konstellation zahlreiche Verwicklungen, da sich aus dieser Anfangslüge zahlreiche Anschlussnotlügen ergeben. Am Ende aber hat Bamberg Angelika mit Paul zusammengebracht und kann sich zugutehalten, als Ehestifter fungiert zu haben. Seiner Frau kann dies nur recht sein, hat sie doch ihrem Arthur von Anfang an diese von ihm ihr aufgetischten Geschichte nicht geglaubt.

## Produktionsnotizen
Die Dreharbeiten zu Wenn Männer schwindeln fanden Mitte 1950 in Berlin statt, die Uraufführung erfolgte in der dortigen Waldbühne am 26. August 1950.
Frank Clifford übernahm die Produktionsleitung. Willi A. Herrmann und Heinrich Weidemann schufen die Filmbauten.

## Kritik
Im Lexikon des Internationalen Films heißt es: „Handelsübliche Verwechslungskomödie ohne Ansprüche.“